# واگاش‌هوتا
واگاش‌هوتا (به مجاری:  Vágáshuta) یک منطقهٔ مسکونی در مجارستان است که در بورشود-آبااوی-زمپلن واقع شده‌است.